# Kenneth Miller Adams

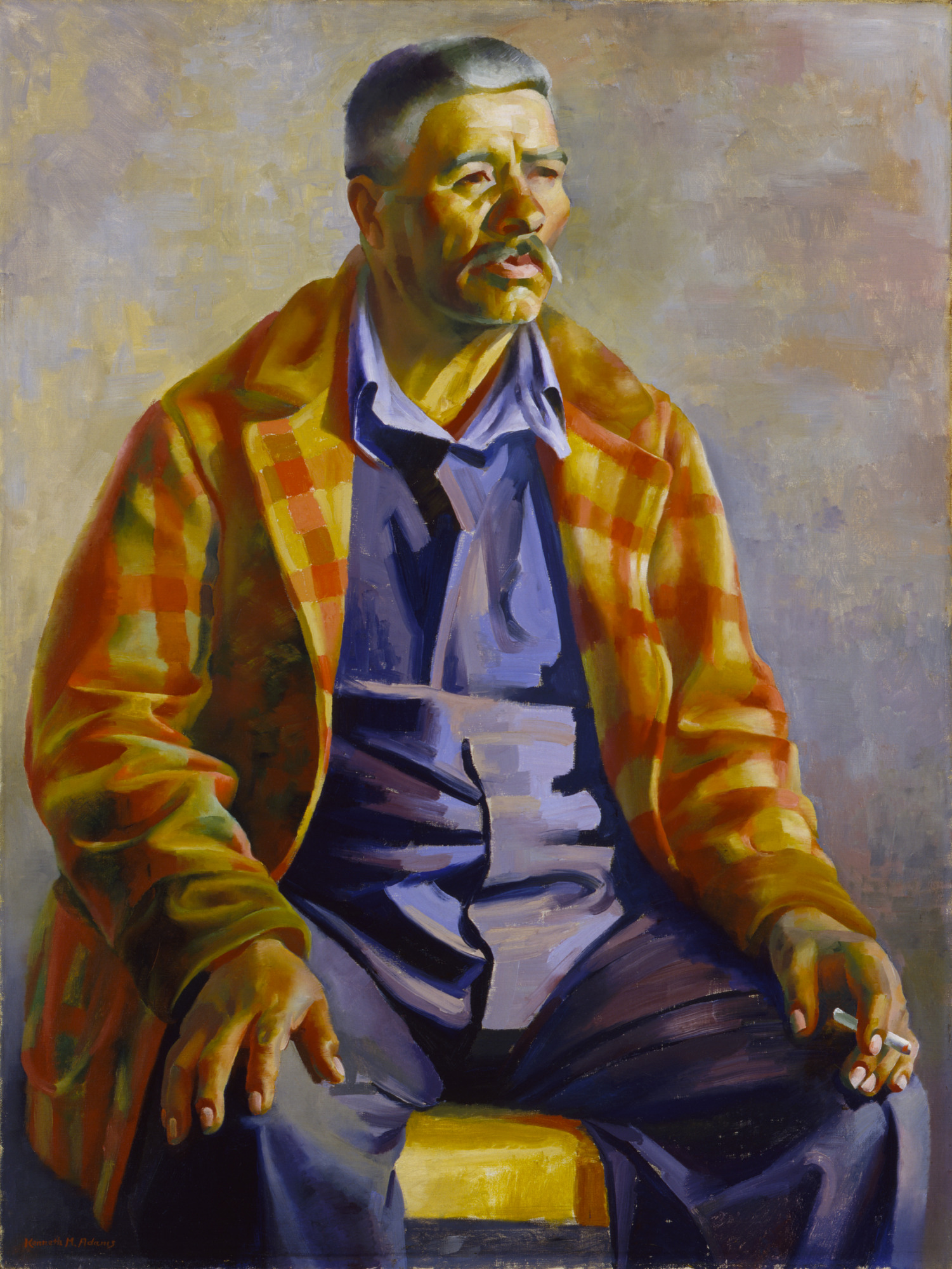
Juan Duran, zwischen 1933 und 1934. Smithsonian American Art Museum

Kenneth Miller Adams (* 6. August 1897 in Topeka, Kansas; † 1966 in Albuquerque, New Mexico) war ein US-amerikanischer Maler, Lithograf, Wandmaler und Kunstpädagoge. Er ist bekannt für seine realistischen Darstellungen von Figuren und Landschaften sowie für seine Beiträge zur Taos Society of Artists.

## Leben
Kenneth Miller Adams begann seine künstlerische Ausbildung im Alter von 16 Jahren bei G.M. Stone in Topeka. 1916 setzte er sein Studium am Art Institute of Chicago fort. Nach seinem Militärdienst im Ersten Weltkrieg studierte er ab 1919 an der Art Students League of New York bei Kenneth Hayes Miller, Arthur Bridgman, Alexander Sterne und Eugene Speicher. In den Sommermonaten arbeitete er mit Andrew Dasburg in Woodstock, New York, der ihn ermutigte, nach Taos, New Mexico, zu ziehen.
1924 verließ Kenneth Miller Adams Andrew Dasburg und ließ sich in Taos nieder, wo er den Maler Walter Ufer kennenlernte. Er wurde das jüngste und letzte Mitglied der Taos Society of Artists. Adams war ein zeitgenössischer Realist, der von Dasburg beeinflusst war und in der Tradition von Manuel Rivera und  José Clemente Orozco arbeitete.
Er malte häufig Motive der hispanischen und indigenen Bevölkerung sowie regionale Landschaften. 1938 zog er nach Albuquerque, da er ein Stipendium der Carnegie Corporation erhalten hatte, um der erste Artist in Residence an der University of New Mexico zu werden. Dort lehrte er die nächsten 25 Jahre bis 1963 und wurde zum ordentlichen Professor ernannt. Im Jahr 1938 wurde er zum assoziierten Mitglied der National Academy of Design in New York gewählt und 1961 zum Vollmitglied.

## Werk
Adams’ Werk umfasst realistische Darstellungen von Figuren und Landschaften, oft mit Fokus auf die Kultur und das Leben in New Mexico. Er war auch als Lithograf und Wandmaler tätig und schuf mehrere bedeutende Wandgemälde im Rahmen des Federal Art Project in den 1930er Jahren. Die vorherrschenden Themen in seinem Werk wurden die spanischstämmigen Amerikaner und Landschaften bei Taos. Bei einem seiner Besuche in Taos in den späten zwanziger Jahren bewunderte B.J.O. Nordfeldt einige von Adams’ Zeichnungen und schlug vor, dass sie sich gut für lithografische Drucke eignen würden. Er schenkte Adams einige Zinkplatten, und Adams begann, viele modernistische Lithografien zu schaffen, wobei er New Mexico als Inspirationsquelle benutzte.